# Мікориза

Коренева бульба, заселена арбускулярним мікоризним грибом

Мікориза (грец. μύκης — гриб і ρίζα — корінь) — симбіотичне співжиття гриба з рослиною.
Зазвичай таке співжиття реалізується через корінь, але в деяких випадках мікориза утворюється і з іншими частинами рослини. У мікоризній взаємодії міцелій гриба колонізує корені чи інші органи рослини-хазяїна внутрішньо або зовнішньоклітинно. Цей складний взаємозв’язок відіграє ключову роль у зміцненні здоров’я рослин і життєздатності екосистеми. Мікоризні гриби прикріплюються до коренів рослин, утворюючи мережу гіфів, які простягаються в навколишній ґрунт, ефективно збільшуючи доступ рослини до води, поживних речовин і мінералів.
Симбіоз діє за принципом «віддавання і отримання»: гриб отримує органічні сполуки, які виробляє рослина за допомогою фотосинтезу, а натомість допомагає рослині поглинати такі поживні речовини, як фосфор, азот та інші необхідні елементи. Ця співпраця значно покращує стійкість рослин до стресових факторів навколишнього середовища, таких як посуха, патогени та забруднювачі ґрунту, тим самим сприяючи загальному росту та продуктивності рослин. Існують різні типи мікоризних асоціацій, включаючи арбускулярну мікоризу, ектомікоризу та ерикоподібну мікоризу, кожна з яких має відмінні характеристики та взаємодію рослин і грибів.
Широке поширення мікоризних асоціацій у різних екосистемах підкреслює їх фундаментальну роль у функціонуванні та стійкості наземних екосистем. Дослідники продовжують досліджувати багатогранний вплив мікоризного симбіозу на екологію рослин, продуктивність сільського господарства, збереженні навколишнього середовища та інших сферах, визнаючи його значення у формуванні здоров’я та стійкості нашого природного світу.

## Історія вивчення
Одним з перших явище мікоризи описав у 1881—1882 роках польський біолог Каменський Ф. М.. Сам термін мікориза вперше було застосовано німецьким біологом Альберт Бернард Франк у 1885 році.

## Класифікація
Мікоризні асоціації представляють різноманітні симбіотичні стосунки між грибами та корінням рослин, сприяючи взаємному обміну, який має вирішальне значення для засвоєння поживних речовин і здоров’я екосистеми. Ці асоціації в основному класифікуються на кілька типів, кожен з яких характеризується унікальними структурними та функціональними атрибутами.
Дуже часто виділяють три типи мікоризи: ектотрофну (зовнішню), ендотрофну (внутрішню) та екто-ендотрофну (змішану). При ектотрофній мікоризі гіфи гриба обплітають кінчики рослин зовні, утворюючи товстий і щільний чохлик (гіфову мантію). До того ж гіфи утворюють сітку Гартіга, оточуючи клітини ризодерми, але не проникаючи в них. Така мікориза стає екто-ендотрофною, коли гіфи гриба частково проникають у клітини корової паренхіми. При ендотрофній мікоризі гіфи гриба проникають у клітини корової паренхіми, і розвиваються всередині клітин у вигляді клубочків.
Але такий поділ є неповним. У сучасній мікологічній літературі виокремлюють сім типів мікоризи: ектомікориза, ендомікориза або арбускулярна мікориза, ерикоїдна, арбутоїдна, монотропоїдна, екто-ендомікориза, та мікориза орхідних.

### Ектомікориза
Ектомікоризи — це мікоризи, які переважно утворюються між грибами, що належать до Basidiomycota та Ascomycota, і корінням дерев, особливо в помірних і бореальних лісах.
Ектомікориза характерна для багатьох дерев, чагарників і деяких трав’янистих рослин помірних широт — гіфи гриба обгортають частину коренів, яка росте, товстим щільним чохлом, кореневі волоски відмирають, а у ґрунт відходять вільні гіфи . Ектомікоризний корінь характеризується наявністью трьох структурних компонентів:
1. Чохлик з грибних гіфів, що оточує корінь.
2. Сітка Гартіга, яка утворена лабіринтоподібно розташованими гіфами, що ростуть всередину між клітинами ризодерми та кори.
3. Система вільних гіфальних елементів, що ростуть ззовні від кореня та з’єднують його з ґрунтом та плодовим тілом гриба.

Цей тип мікоризи читко відрізняється від інших відсутністю внутрішньоклітинних грибних структур. Не зважаючи на однаковий план будови та наявність чітких структурних особливостей, ектомікоризи характеризуються високим видовим різноманіттям грибних симбіонтів: від 5000 до 6000 видів грибів з відділів Basidiomycota та Ascomycota (Tuber P. Micheli ex F. H. Wigg.). Міцелій поширюється у ґрунті, відіграючи важливу роль у перенесенні органічної речовини.
- Рослини-партнери: зазвичай асоціюються з різними породами дерев, такими як тополя, береза, дуб, сосна, ялина.[13]
- Обмін поживними речовинами: сприяє передачі мінеральних поживних речовин (наприклад, азоту, фосфору) і води з ґрунту в рослину, отримуючи натомість вуглеводи.
- Роль в екосистемах: ектомікоризні асоціації відіграють ключову роль у лісових екосистемах, впливаючи на ріст дерев, кругообіг поживних речовин і структуру ґрунту.

Ектомікориза між Мухомором червоним та Сосною каліфорнійською
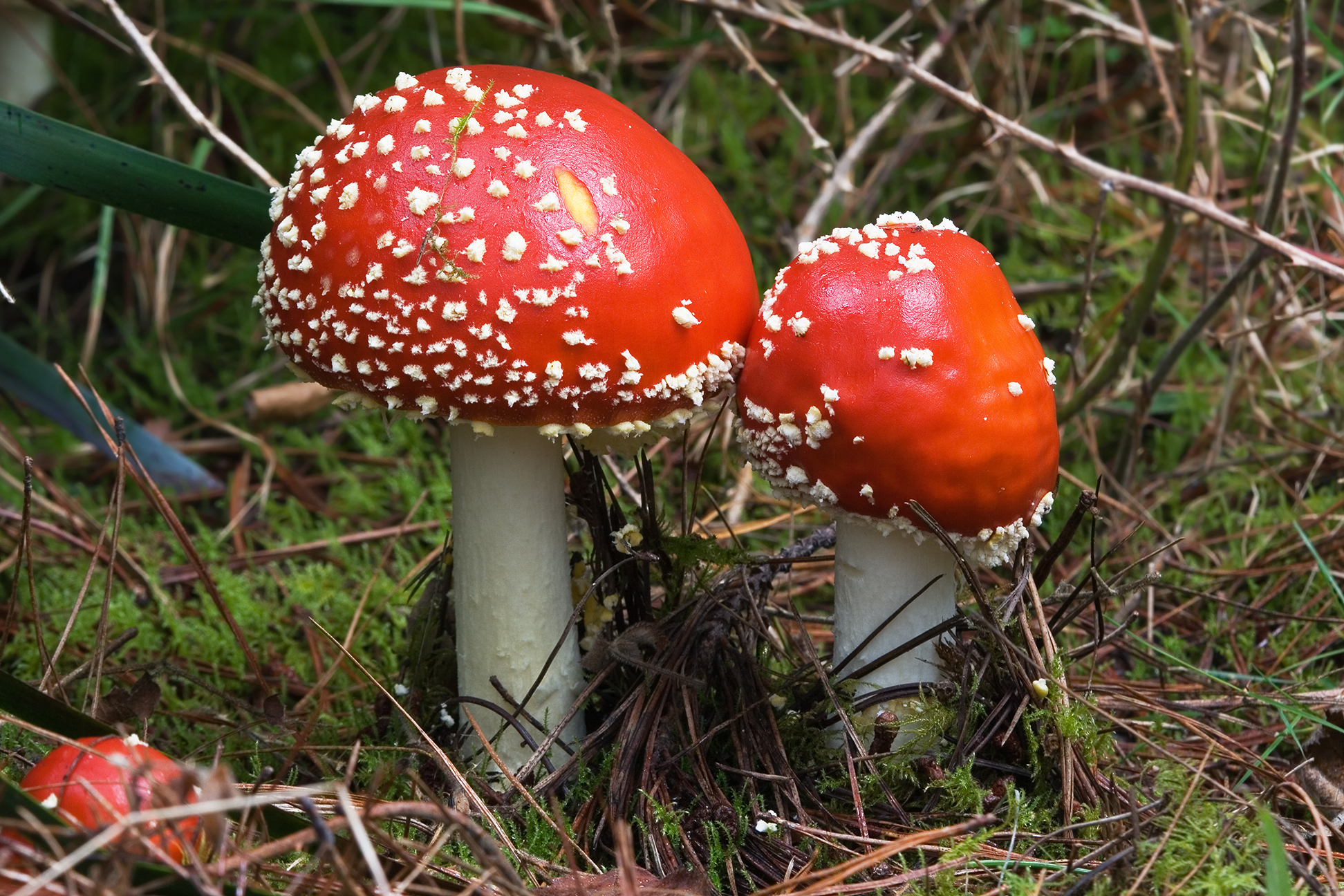
Мухомор червоний росте серед насаджень Сосни каліфорнійської
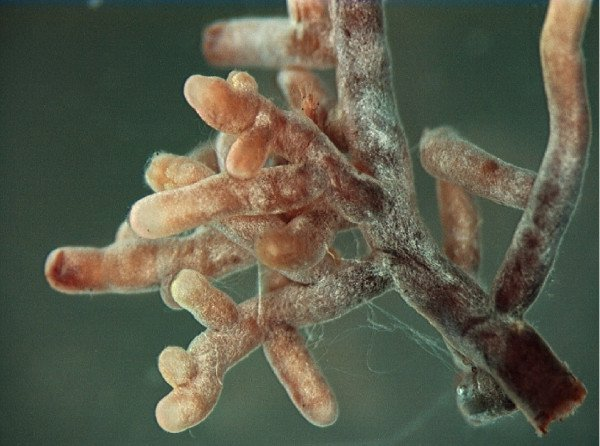
Вкриті мікоризою мухомора корені дерева
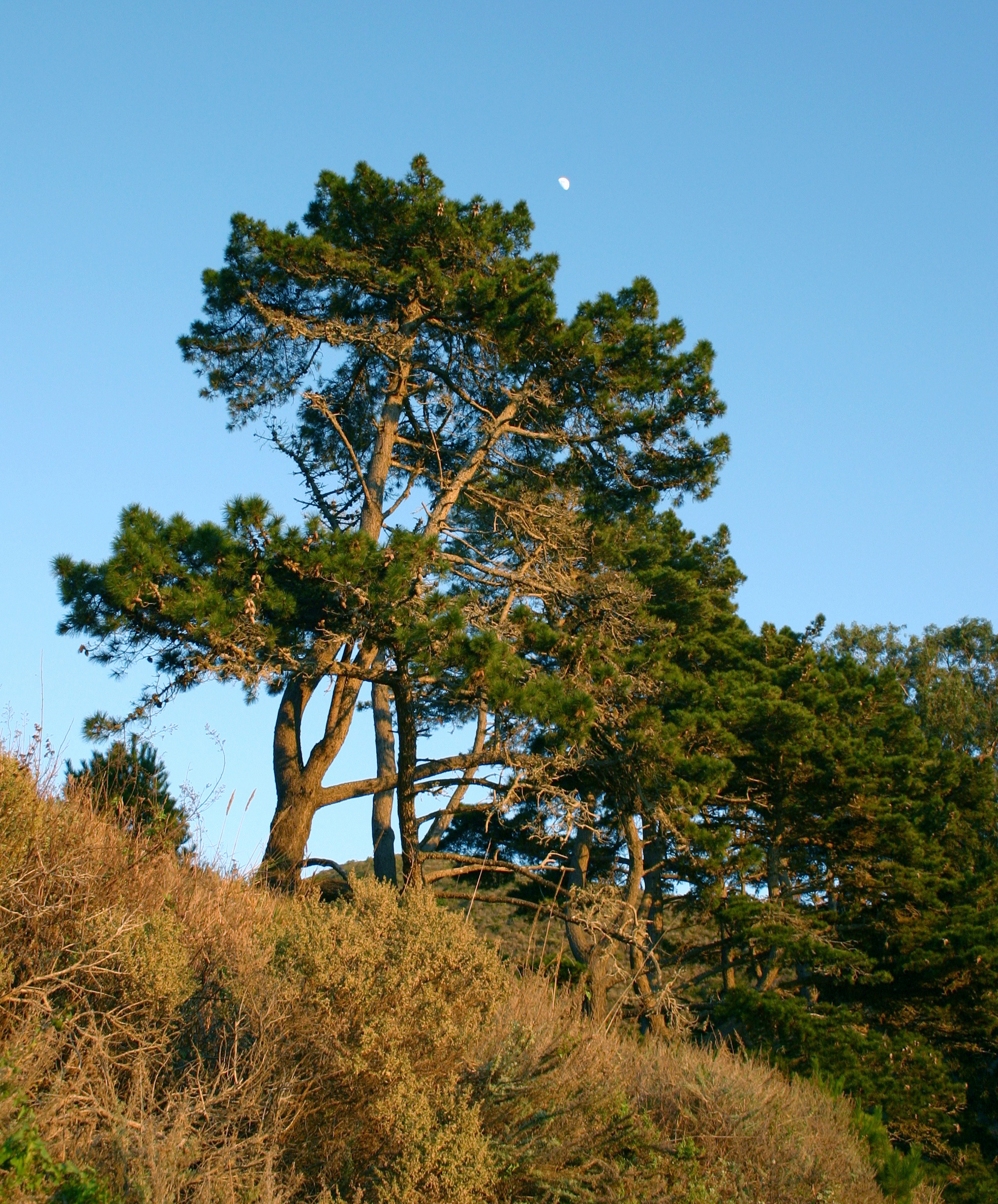
Сосна каліфорнійська

### Ендомікориза або арбускулярна мікориза, або везикулярно-арбускулярна мікориза

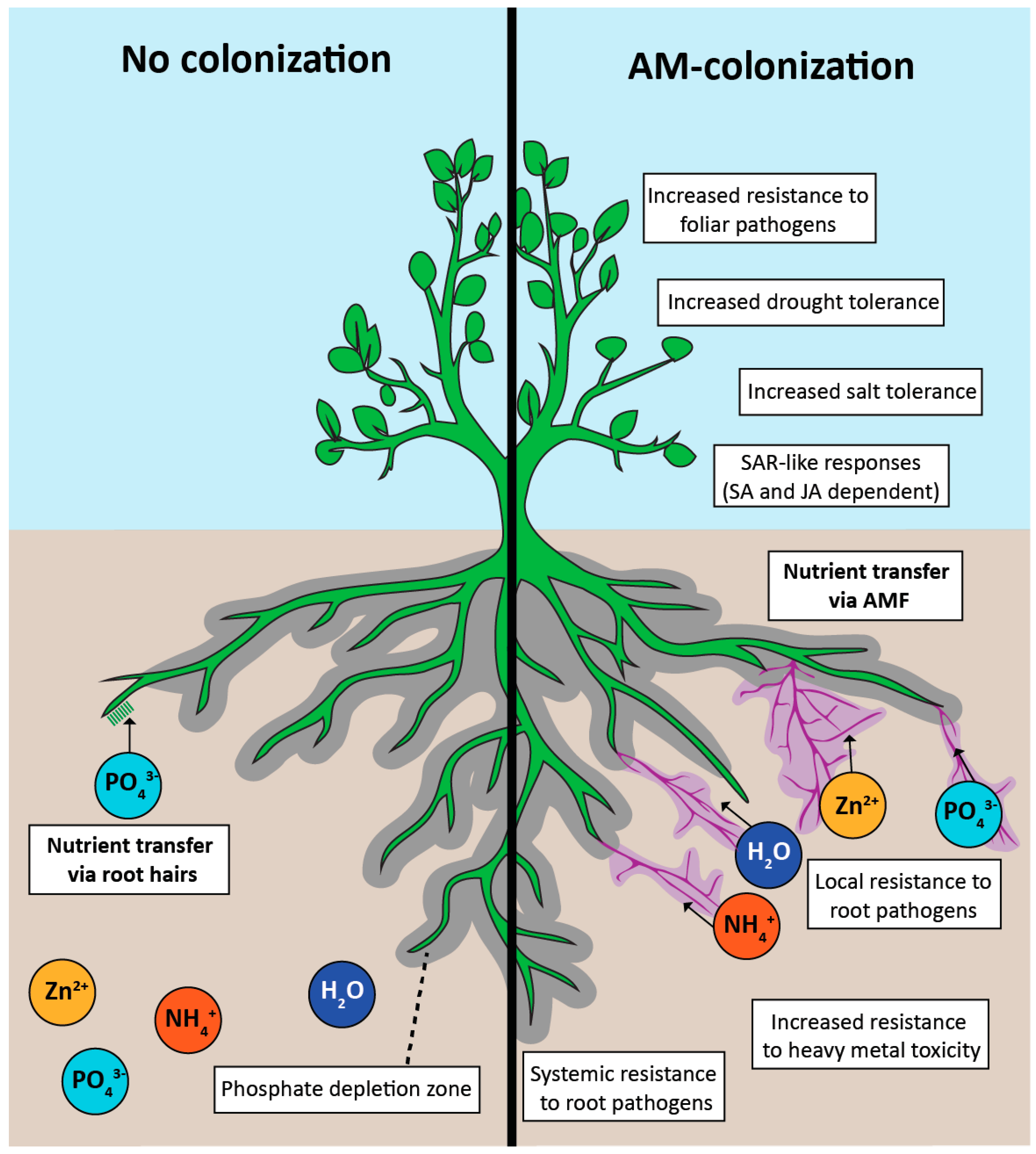
Позитивні ефекти арбускулярної мікоризної колонізації рослин

Арбускулярну мікоризу утворюють більшість трав’яних наземних рослин із ґломеромікотами (Glomeromycota), для яких симбіоз є обліґатною стадією. Гіфи грибів проникають у клітини кореня, утворюючи складні структури, які називаються арбускулами та везикулами в клітинах рослин.
Арбускулярна мікориза є найпоширенішим типом мікоризи. Вона формується у великої кількості рослин-хазяїв облігатними симбіотичними грибами, які на основі даних секвенування ДНК поміщені у окремий тип Ґломеромікоти. До цих рослин належать покритонасінні, голонасінні та спорофіти птеридофіти, що всі мають корені, а також гаметофіти деяких печіночників та птеридофітів, які коренів не мають.
Є поважні підстави вважати що ці гриби виникли більш як 1000 мільйонів років тому (ще до початку виходу рослин на сушу), і що АМ-симбіози є дуже древніми. Через свою роль у накопиченні поживних речовин, АМ гриби ймовірно були важливим чинником у колонізації суші рослинами.
Вони залишаються важливими чинниками взаємодій рослин з екосистемою і у наші дні. Така мікориза відіграє особливу роль в тропіках, де ґрунти мають тенденцію заряджатися позитивно і утримувати фосфати так міцно, що їх доступність для росту рослин сильно знижується. У той же час більшість ґрунтів помірної зони заряджені негативно. Оскільки незаможні селяни в тропіках часто не можуть використовувати добрива, ендомікориза є основним постачальником фосфатів для культур, що вони розводять.
- Рослини-партнери: зустрічаються в різноманітних родинах рослин, включаючи трави, бобові та багато сільськогосподарських культур.
- Обмін поживними речовинами: полегшує передачу фосфору, азоту та інших мінералів рослині, одночасно отримуючи сполуки вуглецю.
- Роль в екосистемах: арбускулярна мікориза значно сприяє росту рослин, особливо на бідних поживними речовинами ґрунтах, і впливає на агрегацію та стабільність ґрунту, та на біорізномаіття едафону.[3][4][22]

### Ерикоїдна мікориза

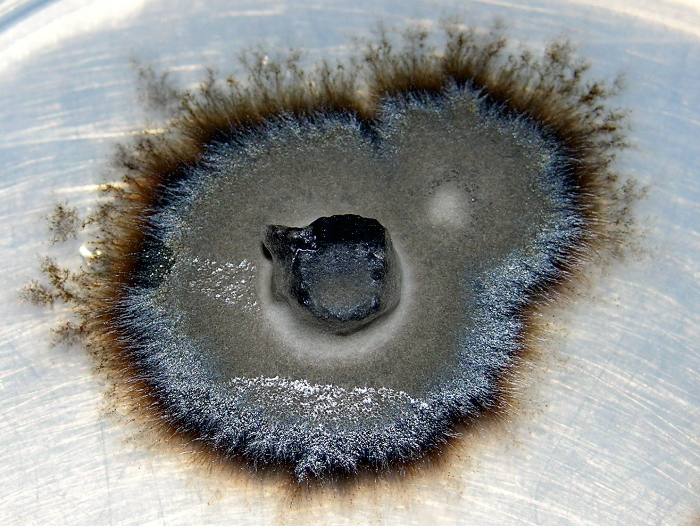
Ерикоїдний мікоризний гриб ізольований з коренів рослини Woollsia pungens

Особливий тип мікоризи — ерикоїдна — характерний для вересоцвітих (Ericales), коли сумчастий гриб (Ascomycota) утворює довкола кореня велике скупчення гіфів, причому тонкі бокові гіфи проникають у клітини кореня. Ця мікориза, очевидно, необхідна для постачання рослині насамперед азоту, а не фосфору, що особливо важливо на кислих ґрунтах і що дало змогу цим рослинам освоїти бідні ґрунти в екстремальних умовах (тундра, гори і т.п.). Цей тип мікоризи характерний також для мохоподібних (Bryophyta).

### Арбутоїдна мікориза
Арбутоїдну утворюють базидієві гриби з деякими деревами і трав’яними рослинами з порядку вересоцвіті (Ericales); найповніше описана для таких родів рослин, як суничник (Arbutus L.), мучниця (Arctostaphylos Adans.) і грушанка (Pyrola L.). За своєю будовою вона дуже подібна до ектомікоризи, при якій добре розвинений чохол із гіфів і сітка Гартіга всередині кореня, а відрізняється тим, що гіфи гриба також пронизують стінки кореневих епідермальних клітин, формуючи розгалужені комплекси гіфів у клітині.

### Монотропоїдна мікориза
Монотропоїдну утворюють базидіомікоти з безхлорофільними вересоцвітими (напр., під’ялинником — Monotropa L.) та деревом. Так само, як і безхлорофільні орхідні, монотропоїди утворюють обмежений діапазон асоціацій із грибами-хазяїнами, що належать до базидіомікотів. Напр., пітіопус (Pityopus Small) і алотропа (Allotropa Torr. et Gray) ростуть тільки з видами гриба роду тріхолома (Tricholoma (Fr.) Staude); гемітомес (Hemitomes Gray) і монотропсіс (Monotropsis Schwein. ex Elliott) — тільки з видом гриба гіднелум (Hydnellum P. Karst.); саркодес (Sarcodes Torr.) і птероспора (Pterospora Nutt.) — з грибами роду різопоґон (Rhizopogon Fr.). Monotropa, найбільший рід у цій групі, має дещо різноманітніший перелік грибів-хазяїнів, включаючи Tricholoma, Russula Pers. і Lactarius Pers.

### Екто-ендомікориза
Ектендомікоризу розглядають як одну із стадій або видозміну ектомікоризи; мікобіонтами є кілька видів аскомікотів.

### Мікориза орхідних
Мікориза, яку утворюють рослини родини Орхідних, або Зозулинцевих (Orchidaceae) унікальна тим, що трапляється тільки в межах родини Orchidaceae. Основна характерна риса мікоризи орхідей — це формування комплексу клубочків гіфів (пелотонів) усередині клітин рослини-хазяїна. Хоча часто вважають, що мікориза орхідей належить до мутуалістичних симбіозів, на нині немає ніяких доказів того, що гриб отримує вигоду від такого об’єднання. Зроблено припущення, що орхідеї, можливо, розвинули унікальні відносини з асоційованими з ними грибами, до яких входить паразитизм, у цьому випадку — рослини на організмі гриба [Smith, Read, 1997].
 Хоча систематика грибів, асоційованих з орхідеями все ще триває, установлено низку закономірностей у мікоризних асоціаціях рослин із родини Орхідних. Наприклад, автотрофні види орхідей (ті, які містять хлорофіл у клітинах проростків та дорослих рослин) асоційовані з іншими видами грибів, ніж мікогетеротрофні види (ті, які залишаються безхлорофільними впродовж усього життєвого циклу). Загалом, сучасні дані свідчать, що представники Orchidaceae формують мікоризу з широким спектром мікоризних грибів. 
Ранній розвиток рослин, особливо з дрібним насінням (зокрема, орхідні), є повністю залежним від утворення успішної асоціації з грибом. Насіння орхідних у природі може проростати лише за умови наявності відповідних базидієвих грибів. Взаємовідносини при орхідеоїдній мікоризі унікальні, оскільки гриби постачають їм азот хоча б на стадії сходження. У наукових джерелах наявні результати багатьох досліджень впливу грибів-симбіонтів на процес проростання насіння орхідей [Peterson et al., 1998, 2004]. 
Екологічні взаємини між орхідеями, що не містять хлорофілу, і мікоризними грибами. На сьогодні відомо, що понад 100 видів орхідей повністю позбавлені хлорофілу [Leake, 2005] і їх функціонування повністю залежить від грибів-симбіонтів упродовж усього їхнього життєвого циклу. Відносини між безхлорофільними видами орхідей і мікоризними грибами досить складні. Для охарактеризування способу живлення рослин, які залежать від грибів для одержання сполук Карбону, запропоновано термін мікогетеротрофність [Leake, 1994]. Всі види орхідей є мікогетеротрофними під час проростання насіння і ранніх етапів формування проростків, а низці нездатних до фотосинтезу видів цих рослин притаманна мікогетеротрофність упродовж усього життєвого циклу. 

## Взаємодія мікоризи з едафоном
Мікоризні взаємодії є важливою частиною едафону — сукупністю усіх ґрунтових організмів.
Взаємодія між мікоризою та едафоном є фундаментальним аспектом екології ґрунту, і значною мірою сприяє кругообігу поживних речовин, структурі ґрунту та загальному функціонуванню екосистеми.
Мікоризні гриби формують складні відносини не тільки з корінням рослин, але й з різними компонентами ґрунтової мікробіоти, включаючи бактерії, інші гриби та ґрунтову фауну. Ці взаємодії дуже динамічні та взаємовигідні, впливаючи на ґрунтове середовище кількома способами:
- Кругообіг поживних речовин: мікоризні гриби діють як посередники, полегшуючи обмін поживними речовинами між рослинами та ґрунтом. Вони отримують з ґрунту такі поживні речовини, як фосфор, азот та інші мікроеленменти, і передають їх рослинам в обмін на вуглеводи, що утворюються під час фотосинтезу. Цей обмін поживними речовинами впливає на доступність і кругообіг поживних речовин у ґрунті, приносячи користь як рослинам, так і іншим ґрунтовим організмам.
- Агрегація ґрунту: мікоризні гіфи створюють густу мережу в ґрунті, сприяючи агрегації ґрунту. Ця мережа покращує структуру ґрунту, сприяючи аерації, утриманню води та руху газів і поживних речовин у ґрунті. Покращена структура ґрунту полегшує середовище існування для різних ґрунтових організмів і сприяє їхній діяльності[23][24].
- Взаємодії з мікробами: мікоризні гриби взаємодіють з іншими мікроорганізмами ґрунту, впливаючи на їх чисельність і активність. Ці взаємодії можуть бути конкурентними або сприятливими, впливаючи на баланс мікробних спільнот у ґрунті. Наприклад, мікоризні гриби можуть змінювати склад мікробного співтовариства, впливаючи на розкладання органічної речовини та доступність поживних речовин[25][26].
- Біорізноманіття ґрунту: наявність мікоризних грибів сприяє загальному біорізноманіттю ґрунту, створюючи нішеве середовище, яке підтримує різноманітний спектр мікроорганізмів. Це різноманіття, у свою чергу, сприяє стійкості та стабільності ґрунтових екосистем, включно з біорізноманіттям рослин[27][28].

## Значення
Мікоризотвірні гриби розкладають деякі недоступні рослинам органічні сполуки, сприяють засвоєнню фосфатів, сполук азоту, синтезують вітаміни й активатори росту, а натомість всмоктують із кореня рослини деякі речовини (передусім вуглеводи).
Мікоризні гриби є основним глобальним депо вуглецю, забираючи в середньому ~3–13%, і до ~50% рослини-партнера під землею, коли вони пов’язані з основними типами мікоризи. Це робить їх важливими для включення як до моделей глобального клімату та кругообігу вуглецю, так і до політики та практики відновлювального та сталого сільського господарства.

## Додаткова література
- Науковий журнал Mycorrhiza (Springer Nature)
- Varma, Ajit, ред. (2008). Mycorrhiza: State of the Art, Genetics and Molecular Biology, Eco-Function, Biotechnology, Eco-Physiology, Structure and Systematics (англ.). Springer Berlin Heidelberg, Springer Nature. ISBN 978-3-540-78824-9.